# Tanjungrasa (Tambakdahan)
Tanjungrasa is een bestuurslaag in het regentschap Subang van de provincie West-Java, Indonesië. Tanjungrasa telt 5239 inwoners (volkstelling 2010).